# 香港銅鑼灣太平洋帆船酒店
香港銅鑼灣太平洋帆船酒店（英語：The VELA Hong Kong Causeway Bay），是香港一家四星級酒店，位於香港島灣仔摩理臣山道84號（只是鄰近銅鑼灣而非在銅鑼灣範圍內），樓高12層，提供98個房間。酒店在2011年9月底正式開業。酒店前身為一棟名為崇正大廈的商業大廈，曾被火鍋酒家有骨氣租用全棟，酒家於2009年結業後，大廈被「慈雲山十三太保」首領陳慎芝以月租65萬港元租用，並翻新作酒店用途。

## 懷疑無牌偷步經營
2011年8月中，傳媒揭發酒店在未獲民政事務署批出「酒店及旅館牌照」的情況下，已經偷步招待中國大陸的自由行旅客，涉嫌觸犯《旅館業條例》。

## 外部連結
- 香港銅鑼灣太平洋帆船酒店官方網站 （页面存档备份，存于）
- 香港銅鑼灣太平洋帆船酒店Facebook專頁